# Fantaghiro 3
Fantaghiro 3 – włoski telewizyjny film przygodowy fantasy z 1993 roku. Film składa się z dwóch odcinków, jest trzecią częścią serii filmowej Fantaghiro oraz bezpośrednią kontynuacją filmu Fantaghiro 2. Film znany jest też w Polsce pod tytułem Klątwa czarnoksiężnika.

## Fabuła
Zły czarnoksiężnik Tarabas (Nicholas Rogers) i jego niegodziwa matka, czarownica Xellesia (Ursula Andress), tworzą armię nieśmiertelnych wojowników, którzy napadają na królestwa i porywają dzieci panujących tam monarchów. Armia ta atakuje także królestwo Romualda (Kim Rossi Stuart) i Fantaghiro (Alessandra Martines), zabijając Króla i porywając dzieci sióstr Fantaghiro, Catherine i Caroline. Ponieważ Romualdo zostaje wskutek czarów zamieniony w kamień, Fantaghiro musi sama odnaleźć i pokonać Tarabasa. W tym celu przywraca też do życia Czarną Czarownicę (Brigitte Nielsen), aby ta nauczyła ją magii.

## Obsada
- Alessandra Martines – Fantaghiro
- Brigitte Nielsen – Czarna Królowa
- Kim Rossi Stuart – Romualdo
- Elena D'Ippolito – Esmeralda
- Nicholas Rogers – Tarabas
- Ursula Andress – Xellesia